# 三度埼灯台
三度埼灯台（みたべさきとうだい）は、島根県隠岐郡西ノ島町にある灯台。

## 施設
隠岐諸島の西ノ島の西端（島根県隠岐郡西ノ島町大字浦郷字老屋2545-2）に位置する。周囲は通年牛馬等の放牧がおこなわれている牧場で、さらにその周囲の地形は三方が断崖になっている。大山隠岐国立公園の特別保護地区内にある。
三度埼灯台では既設灯塔撤去や新設灯塔建設など「三度埼灯台施設改良改修工事」が行われている。灯塔建替えの工事は2023年（令和5年）3月下旬までとなる見通し。